# Joachim Maciejczyk
Joachim Feliks Maciejczyk OFM (ur. 21 sierpnia 1842 w Kańczudze koło Kęt, zm. 28 czerwca 1923 w Krakowie) – polski kapłan, franciszkanin, komisarz generalny Prowincji Niepokalanego Poczęcia NMP w Prusach i w Wielkim Księstwie Poznańskim w latach 1913–1914 (ranga prowincjała), czterokrotny prowincjał reformatów krakowskich.

## Życiorys
O. Joachim Maciejczyk urodził się 21 sierpnia 1842 w Kańczudze koło Oświęcimia w rodzinie Jana i Marii Jędrzejko. Uczył się najpierw w Kętach, a następnie w Kolegium Serafickim w Jarosławiu na Podkarpaciu. 15 sierpnia 1860 wstąpił do Zakonu Braci Mniejszych − franciszkanów − w reformackiej Prowincji Matki Boskiej Bolesnej przekraczając progi domu nowicjackiego w Rawie Ruskiej na Roztoczu. Pierwsze śluby zakonne złożył 25 sierpnia 1861. Po uzupełnieniu wykształcenia na stopniu gimnazjalnym w Przemyślu, w roku akademickim 1863/1864 rozpoczął studia filozoficzno-teologiczne. Po przeniesieniu się do Lwowa do instytutu teologicznego dla zakonników złożył w 1865 profesję uroczystą, zaś 19 marca 1866 przyjął święcenia kapłańskie. Studia dokończył w Krakowie na wydziale teologicznym Uniwersytetu Jagiellońskiego.
O. Maciejczyk pracował w Krakowie, następnie był wybierany gwardianem w Przemyślu, Jarosławiu i Wieliczce (1871–1882). W latach 1875–1878 oraz 1881–1882 był definitorem prowincji. Był trzykrotnie wybierany prowincjałem swojej macierzystej prowincji zakonnej (1884, 1887 i 1890).
Gdy w wyniku tzw. unii leonianskiej w 1897 zjednoczone zostały prowincje reformacka Matki Boskiej Bolesnej z obserwancką (bernardyńską) prowincją krakowską, o. Maciejczyk wybrany został kustoszem nowej zjednoczonej Prowincji Niepokalanego Poczęcia NMP (1899–1902). Był w tych latach jednocześnie magistrem braci kleryków w klasztorze św. Andrzeja we Lwowie.
O. Maciejczyk został 14 lutego 1902 komisarzem Ziemi Świętej. Pełniąc ten urząd założył galicyjskie Stowarzyszenie "Armia Krzyża Świętego". W czasie I narodowej pielgrzymki do Ziemi Świętej zorganizowanej w 1907 przez galicyjskie przedstawicielstwo Kustodii Ziemi Świętej, został odznaczony złotym Medalem Pielgrzyma.
W latach 1902-1911 przebywał w klasztorze Najświętszej Rodziny we Lwowie, od 1903 do 1906 był tam gwardianem. Po rozdziale prowincji reformackiej i bernardyńskiej w 1911, stanął na czele Prowincji Matki Bożej Anielskiej.
Po śmierci o. Anastazego Szpręgi OFM, dotychczasowego komisarza generalnego Prowincji Niepokalanego Poczęcia NMP w Prusach i w Wielkim Księstwie Poznańskim (w randze prowincjała), zarząd zakonu wybrał na jego miejsce 21 lutego 1913 o. Maciejczyka. Urząd ten pełnił on do końca swojej kadencji prowincjalskiej w 1914.
Po 1914 o. Maciejczyk był m.in. kustoszem prowincji (wiceprowincjałem), gwardianem we Lwowie, magistrem kleryków w Krakowie. Zmarł w 1923. Został pochowany na cmentarzu Rakowickim w Krakowie.